# Тошкови (Одеса)
Тошкови са род български търговци, произлизащ от Калофер, който в началото на XIX век се установява в Одеса.
Основоположници на фамилията са братята Минко и Мирчо Тошкови, които около 1819 година се преселват с децата и внуците си в Одеса, където развиват мащабна търговия със зърно. Синовете им Стефан Дмитриевич (Минков) Тошкович и Николай Миронович (Мирчев) Тошков започват да използват различни варианти на фамилното име, за да разграничат имената на търговските си къщи. Двамата търгуват на едро, главно с Османската империя.
Николай Тошкович, син на Стефан Тошкович, е инженер и притежател на първия патент, издаден на българин.